# Saison 2018-2019 du Hambourg SV
Maillots
Chronologie
Saison précédente Saison suivante
La saison 2018-2019 est la première saison du Hambourg SV en 2.Bundesliga.

## Préparation d'avant-saison
En phase préparatoire de la saison le club hanséatique joue sept matchs amicaux, en gagnera 5 (dont un 3-1 contre l'AS Moncao et un autre 2-1 face à Stoke City) mais sera vaincu à deux reprises (1-5 face à l'AGF et 1-4 contre le Rekordmeister. Le club à l'air prêt pour le début de la compétition et ce malgré l'absence de joueurs clé comme Kyriákos Papadópoulos ou le capitaine néo-promu a ce poste Aaron Hunt.

## Transferts

### Transferts estivaux
| Nom                   | Nationalité        | Poste     | Transfert                     | Provenance/Destination | Division             |
| --------------------- | ------------------ | --------- | ----------------------------- | ---------------------- | -------------------- |
| Arrivées              |                    |           |                               |                        |                      |
| Khaled Narey          | Allemagne          | Attaquant | Transfert (1,7 M€)            | SpVgg Greuther Fürth   | 2.Bundesliga         |
| David Bates           | Écosse             | Défenseur | Transfert                     | Rangers Football Club  | Scottish Premiership |
| Christoph Moritz      | Allemagne          | Milieu    | Transfert                     | FC Kaiserslautern      | 3.Liga               |
| Jairo Samperio        | Espagne            | Attaquant | Transfert                     | UD Las Palmas          | LaLiga2              |
| Manuel Wintzheimer    | Allemagne          | Attaquant | Transfert                     | Bayern Munich          | Bundesliga           |
| Hee-chan Hwang        | Corée du Sud       | Attaquant | Prêt                          | RB Salzbourg           | Bundesliga           |
| Orel Mangala          | Belgique           | Milieu    | Prêt                          | VfB Stuttgart          | Bundesliga           |
| Léo Lacroix           | Suisse             | Défenseur | Prêt                          | AS Saint-Étienne       | Ligue 1              |
| Matti Steinmann       | Allemagne          | Milieu    | Premier contrat professionnel | Hambourg SV II         |                      |
| Moritz-Broni Kwarteng | Allemagne          | Milieu    | Premier contrat professionnel | Hambourg SV II         |                      |
| Stephan Ambrosius     | Allemagne          | Défenseur | Premier contrat professionnel | Hambourg SV II         |                      |
| Arianit Ferati        | Allemagne          | Milieu    | Premier contrat professionnel | Hambourg SV II         |                      |
| Morten Behrens        | Allemagne          | Gardien   | Premier contrat professionnel | Hambourg SV II         |                      |
| Tobias Knost          | Allemagne          | Défenseur | Premier contrat professionnel | Hambourg SV U19        |                      |
| Aaron Opoku           | Allemagne          | Attaquant | Premier contrat professionnel | Hambourg SV U19        |                      |
| Jonas David           | Allemagne          | Milieu    | Premier contrat professionnel | Hambourg SV U19        |                      |
| Patric Pfeiffer       | Allemagne          | Défenseur | Premier contrat professionnel | Hambourg SV U19        |                      |
| Josha Vagnoman        | Allemagne          | Défenseur | Premier contrat professionnel | Hambourg SV U19        |                      |
| Marco Drawz           | Pologne            | Attaquant | Premier contrat professionnel | Hambourg SV U19        |                      |
| Alen Halilović        | Croatie            | Milieu    | Retour de prêt                | UD Las Palmas          | LaLiga2              |
| Batuhan Altıntaş      | Turquie            | Attaquant | Retour de prêt                | Giresunspor            | 1. Lig               |
| Pierre-Michel Lasogga | Allemagne          | Attaquant | Retour de prêt                | Leeds United           | Championship         |
| Départs               |                    |           |                               |                        |                      |
| Walace                | Brésil             | Milieu    | Transfert (6 M€)              | Hanovre 96             | Bundesliga           |
| Luca Waldschmidt      | Allemagne          | Attaquant | Transfert (5 M€)              | SC Fribourg            | Bundesliga           |
| André Hahn            | Allemagne          | Attaquant | Transfert (3 M€)              | FC Augsbourg           | Bundesliga           |
| Albin Ekdal           | Suède              | Milieu    | Transfert (2,2 M€)            | Sampdoria              | Serie A              |
| Christian Mathenia    | Allemagne          | Gardien   | Transfert (500 k€)            | FC Nuremberg           | Bundesliga           |
| Filip Kostić          | Serbie             | Attaquant | Prêt                          | Eintracht Francfort    | Bundesliga           |
| Bobby Wood            | États-Unis         | Attaquant | Prêt                          | Hanovre 96             | Bundesliga           |
| Bjarne Thoelke        | Allemagne          | Défenseur | Fin de contrat                | Admira Wacker          | Bundesliga           |
| Nicolai Müller        | Allemagne          | Attaquant | Fin de contrat                | Eintracht Francfort    | Bundesliga           |
| Sven Schipplock       | Allemagne          | Attaquant | Fin de contrat                | Arminia Bielefeld      | 2.Bundesliga         |
| Alen Halilović        | Croatie            | Milieu    | Fin de contrat                | AC Milan               | Serie A              |
| Batuhan Altıntaş      | Turquie            | Attaquant | Fin de contrat                | Boluspor               | 1. Lig               |
| Andreas Hirzel        | Suisse             | Gardien   | Fin de contrat                | FC Vaduz               | Challenge League     |
| Mërgim Mavraj         | Albanie            | Défenseur | Fin de contrat                | Aris Salonique         | Super League         |
| Dennis Diekmeier      | Allemagne          | Défenseur | Fin de contrat                | SV Sandhausen          | 2.Bundesliga         |
| Sejad Salihović       | Bosnie-Herzégovine | Milieu    | Fin de contrat                |                        |                      |

### Transferts hivernaux
| Nom          | Nationalité | Poste  | Transfert | Provenance/Destination | Division     |
| ------------ | ----------- | ------ | --------- | ---------------------- | ------------ |
| Arrivées     |             |        |           |                        |              |
| Berkay Özcan | Turquie     | Milieu | Transfert | VfB Stuttgart          | 1.Bundesliga |
| Départs      |             |        |           |                        |              |

## Compétitions
| 2.Bundesliga        | Coupe d'Allemagne   |
| ------------------- | ------------------- |
| Quatrième 56 points | Huitièmes de finale |
| 16V 8N 10D          | 2V 0N 0D            |
| TOTAL: 18V 8N 10D   |                     |

### Championnat
Le HSV accueille le 3 août le premier match de D2 2018-2019 mais également de son histoire,   face au petit rival du nord et barragiste malheureux face au Vfl Wolfburg, le Holstein Kiel.
Dans le onze de départ seul cinq ont connu la Bundesliga avec Hambourg, malgré cette équipe rajeunie et un bon jeu et une belle domination sur la première mi-temps Hambourg est incapable de faire la différence et rentre aux vestiaires sur un 0-0. Dès le début de la deuxième mi-temps Kiel presse et se base sur de belles contre-attaques pour imposer son jeux. Kiel marque ainsi trois fois et fait tomber un grand favori et marque l'histoire du Hambourg SV en leur faisant subir la première défaite en 2.Bundesliga, déjà lors de la première journée.
Pour la deuxième journée le Hambourg SV se rend à Sandhausen pour son premier match à l'extérieur. Ayant retenu la leçon de la défaite face à Kiel, les joueurs se montrent plus réalistes et arrivent à marquer dès la 7ème minute de jeu par Khaled Narey. L'équipe double puis triple la mise avant la fin du match. Le match se finit sur le score de 3 but à 0 lors de cette première sortie. La troisième journée se déroule bien pour Hambourg qui malgré la récente blessure de Jairo Sampeiro gagne 3 à 0 face au Arminia Bielefeld. Le match est surtout marqué par le doublé de Pierre-Michel Lasogga ainsi que Lewis Holtby qui célébrera son but en hommage à Jairo blessé. 
Pour la quatrième journée, le match doit être reporté. Comme ce dernier doit se dérouler à Dresde la police est réquisitionnée à cause des manifestations à Chemnitz. 
Lors de la cinquième journée Hambourg l'emporte difficilement 3-2 contre le 1.FC Heidenheim. Il s'ensuit une sévère défaite 5-0 contre Ratisbonne à la suite de plusieurs erreurs individuelles. Suivi de deux matchs nuls, y compris le derby à domicile contre Sankt Pauli. Les supporters du HSV ont avant cette rencontre répandu sur le sol des excréments et lancé des bombes puantes sur les supporters rivaux. Le HSV s'impose a nouveau contre Darmstadt puis échoue sur le plus petit des scores contre Bochum. À la suite de ces événements, et d'une cinquième position décevante, la direction du club décide de se séparer de Christian Titz pour le remplacer par Hannes Wolf, jeune entraîneur qui avait gagné le championnat il y a deux saisons avec le VfB Stuttgart.

#### Journées 1 à 5
Pour son premier match de l'histoire en 2.Bundesliga, un derby du Nord, Hambourg débute mal, à croire que la saison précédente est encore dans les têtes joueurs, puisqu'il s'incline face au barragiste de la saison précédente sur le score de 3-0. Pour son deuxième match, Hambourg a envie de faire les choses bien et quoi de mieux qu'une victoire 3-0 pour repartir sur de nouvelles bases. Hambourg enchaîne lors de la troisième journée avec une victoire face à l'Arminia Bielefeld, la première à domicile en 2.Bundesliga, et s'empare de la troisième place. Après un report de la quatrième journée à la suite d'incidents aux environs de Dresde, Hambourg joue en décalé, mais cela ne représente pas de réel problème pour Hambourg qui s'impose sur le score de 1-0 à Dresde. Lors de la cinquième journée Hambourg affronte Heidenheim qui reste sur une défaite face à Darmstadt mais à cause du report du match à Dresde, les hambourgeois n'ont pas joué depuis 19 jours, ils s'imposent difficilement sur le score de 3-2.

#### Évolution du classement et des résultats
| Journée  | 1  | 2 | 3 | 4 | 5 | 6 | 7 | 8 | 9 | 10 | 11 | 12 | 13 | 14 | 15 | 16 | 17 | 18 | 19 | 20 | 21 | 22 | 23 | 24 | 25 | 26 | 27 | 28 | 29 | 30 | 31 | 32 | 33 | 34 | Journées en tête |
| -------- | -- | - | - | - | - | - | - | - | - | -- | -- | -- | -- | -- | -- | -- | -- | -- | -- | -- | -- | -- | -- | -- | -- | -- | -- | -- | -- | -- | -- | -- | -- | -- | ---------------- |
| Résultat | D  | V | V | V | V | D | N | N | V | N  | V  | V  | V  | N  | V  | V  | V  | D  | V  | D  | V  | N  | D  | V  | V  | D  | N  | D  | N  | N  | D  | D  | D  | V  | —                |
| Rang     | 18 | 8 | 3 | 8 | 1 | 2 | 3 | 4 | 3 | 5  | 2  | 1  | 1  | 1  | 1  | 1  | 1  | 1  | 1  | 1  | 1  | 1  | 2  | 2  | 2  | 2  | 2  | 2  | 2  | 2  | 4  | 4  | 4  | 4  | 12               |

### Coupe d'Allemagne
Le tirage est favorable pour cette édition de la Coupe. En effet le HSV affronte au premier tour le TuS Erndtebrück club de Regionalliga (D4). Malgré ce tirage facile Hambourg s'impose sur le score de 5-3 laissant apparaître un certain laxisme dans sa défense.

## Statistiques

### Statistiques collectives
| Compétition       | Débute au tour | Termine   | Matches joués | Gagnés | Nuls | Perdus | Buts pour | Buts contre | Différence |
| ----------------- | -------------- | --------- | ------------- | ------ | ---- | ------ | --------- | ----------- | ---------- |
| 2.Bundesliga      | -              | Quatrième | 34            | 16     | 8    | 10     | 45        | 42          | +3         |
| Coupe d'Allemagne | Premier tour   | -         | 2             | 2      | 0    | 0      | 8         | 3           | +5         |
| Total             | -              | -         | 36            | 18     | 8    | 10     | 53        | 45          | +8         |

### Statistiques individuelles
(Mis à jour le 15 décembre 2018)
| Numéro | Nat.                       | Nom           | Championnat | Championnat | Championnat    | Championnat | Championnat  | Coupe d'Allemagne | Coupe d'Allemagne | Coupe d'Allemagne | Coupe d'Allemagne | Coupe d'Allemagne | Total | Total       | Total          | Total  | Total        |
| Numéro | Nat.                       | Nom           | M.j.        | But inscrit | Passe décisive | Averti      | Carton rouge | M.j.              | But inscrit       | Passe décisive    | Averti            | Carton rouge      | M.j.  | But inscrit | Passe décisive | Averti | Carton rouge |
| ------ | -------------------------- | ------------- | ----------- | ----------- | -------------- | ----------- | ------------ | ----------------- | ----------------- | ----------------- | ----------------- | ----------------- | ----- | ----------- | -------------- | ------ | ------------ |
| 1      |                            | Pollersbeck   | 18          | 0           | 0              | 1           | 0            | 1                 | 0                 | 0                 | 0                 | 0                 | 19    | 0           | 0              | 1      | 0            |
| 2      |                            | Lacroix       | 8           | 0           | 1              | 1           | 0            | 0                 | 0                 | 0                 | 0                 | 0                 | 8     | 0           | 1              | 1      | 0            |
| 4      |                            | van Drongelen | 18          | 1           | 0              | 1           | 0            | 2                 | 0                 | 0                 | 0                 | 0                 | 20    | 1           | 0              | 1      | 0            |
| 5      |                            | Bates         | 15          | 0           | 0              | 3           | 1            | 1                 | 0                 | 0                 | 0                 | 0                 | 16    | 0           | 0              | 3      | 1            |
| 6      |                            | Santos        | 18          | 0           | 4              | 2           | 0            | 2                 | 1                 | 0                 | 0                 | 0                 | 20    | 1           | 4              | 2      | 0            |
| 7      |                            | Narey         | 18          | 6           | 2              | 2           | 0            | 2                 | 0                 | 1                 | 0                 | 0                 | 20    | 6           | 3              | 2      | 0            |
| 8      |                            | Holtby        | 16          | 3           | 2              | 1           | 0            | 2                 | 1                 | 1                 | 0                 | 0                 | 18    | 4           | 3              | 1      | 0            |
| 10     |                            | Lasogga       | 13          | 7           | 2              | 0           | 0            | 2                 | 4                 | 0                 | 1                 | 0                 | 15    | 11          | 2              | 1      | 0            |
| 11     |                            | Ito           | 9           | 0           | 0              | 0           | 0            | 2                 | 0                 | 0                 | 0                 | 0                 | 11    | 0           | 0              | 0      | 0            |
| 12     |                            | Mickel        | 0           | 0           | 0              | 0           | 0            | 1                 | 0                 | 0                 | 1                 | 0                 | 1     | 0           | 0              | 1      | 0            |
| 13     |                            | Moritz        | 11          | 0           | 0              | 0           | 0            | 0                 | 0                 | 0                 | 0                 | 0                 | 11    | 0           | 0              | 0      | 0            |
| 14     |                            | Hunt          | 16          | 4           | 2              | 1           | 0            | 1                 | 0                 | 1                 | 0                 | 0                 | 17    | 4           | 3              | 1      | 0            |
| 15     |                            | Arp           | 10          | 0           | 1              | 1           | 0            | 2                 | 1                 | 1                 | 0                 | 0                 | 12    | 1           | 2              | 1      | 0            |
| 16     |                            | Janjičić      | 11          | 0           | 0              | 5           | 0            | 2                 | 0                 | 0                 | 0                 | 0                 | 13    | 0           | 0              | 5      | 0            |
| 18     |                            | Jatta         | 9           | 2           | 1              | 2           | 0            | 1                 | 0                 | 0                 | 0                 | 0                 | 10    | 2           | 1              | 2      | 0            |
| 19     |                            | Wintzheimer   | 1           | 0           | 0              | 0           | 0            | 0                 | 0                 | 0                 | 0                 | 0                 | 1     | 0           | 0              | 0      | 0            |
| 20     | Drapeau de la Corée du Sud | Hwang         | 14          | 2           | 1              | 0           | 0            | 0                 | 0                 | 0                 | 0                 | 0                 | 14    | 2           | 1              | 0      | 0            |
| 22     |                            | Ambrosius     | 0           | 0           | 0              | 0           | 0            | 1                 | 0                 | 1                 | 0                 | 0                 | 1     | 0           | 1              | 0      | 0            |
| 23     |                            | Samperio      | 2           | 0           | 0              | 0           | 0            | 1                 | 0                 | 0                 | 0                 | 0                 | 3     | 0           | 0              | 0      | 0            |
| 24     |                            | Sakai         | 18          | 0           | 0              | 1           | 0            | 2                 | 0                 | 0                 | 0                 | 0                 | 20    | 0           | 0              | 1      | 0            |
| 25     |                            | Mangala       | 17          | 0           | 1              | 3           | 0            | 2                 | 1                 | 2                 | 1                 | 0                 | 19    | 1           | 3              | 4      | 0            |
| 26     |                            | Knost         | 0           | 0           | 0              | 0           | 0            | 1                 | 0                 | 1                 | 0                 | 0                 | 1     | 0           | 1              | 0      | 0            |
| 27     |                            | Vagnoman      | 4           | 0           | 0              | 0           | 0            | 0                 | 0                 | 0                 | 0                 | 0                 | 4     | 0           | 0              | 0      | 0            |
| 29     |                            | Steinmann     | 3           | 0           | 0              | 2           | 0            | 0                 | 0                 | 0                 | 0                 | 0                 | 3     | 0           | 0              | 2      | 0            |
| 34     |                            | David         | 2           | 0           | 0              | 0           | 0            | 0                 | 0                 | 0                 | 0                 | 0                 | 2     | 0           | 0              | 0      | 0            |